# 權利呈請書
《權利呈請書》，又譯《權利請願書》，是英国历史上于1628年6月7日通过的英格蘭宪制性文件，被视为與《大宪章》及《1689年权利法案》具有同等地位。《權利呈請書》起草人为愛德華·科克。制定的背景是同时期英国议会与斯图亚特王室争权和三国之战，一系列冲突最终导致了光荣革命的爆发。

### 引用
1. ↑  . www.elegislation.gov.hk. 電子版香港法例.   [2022-12-28].
2. ↑  Flemion 1973，第193頁.